# Ludwig Gabillon

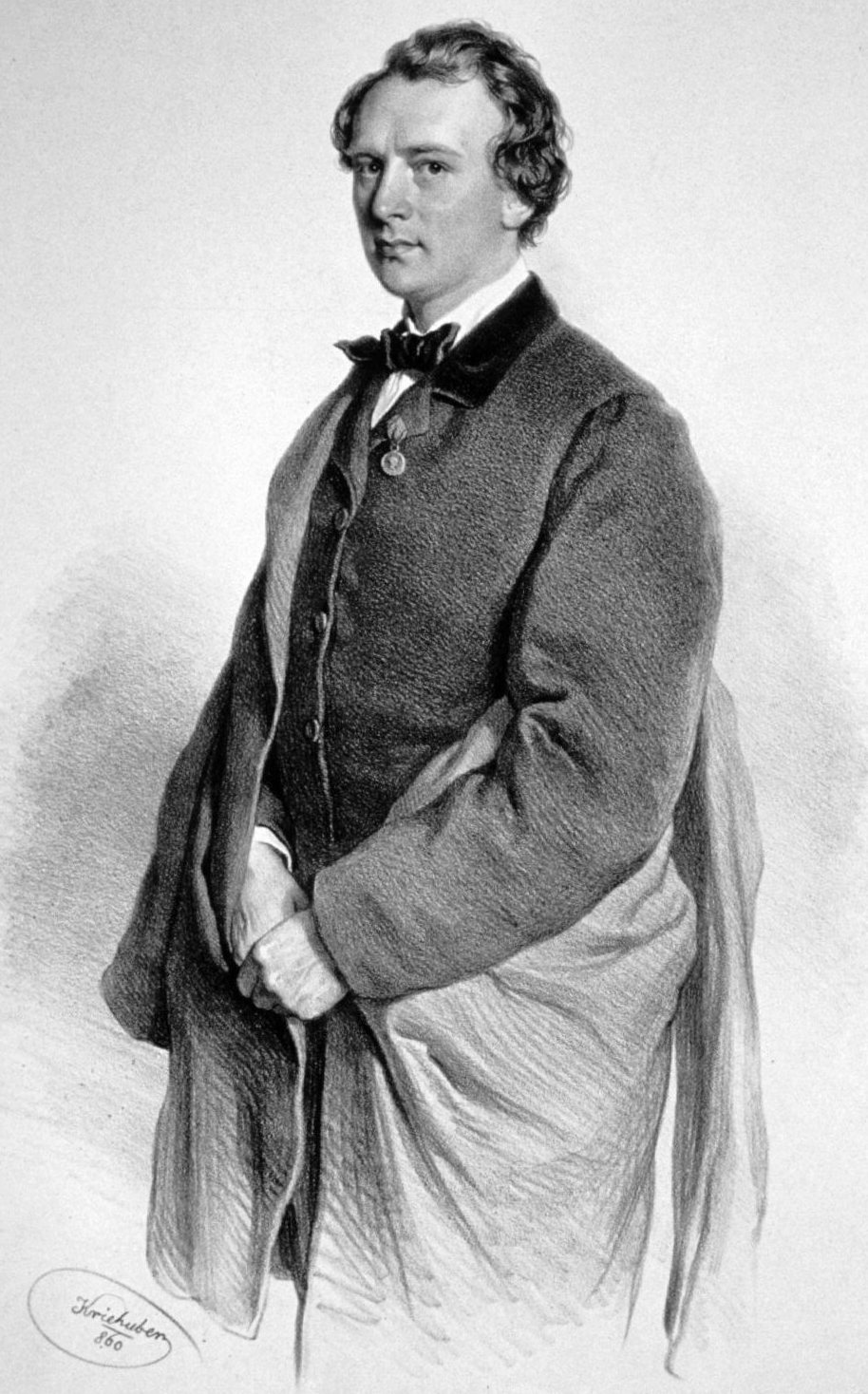
Ludwig Gabillon, Lithographie von Josef Kriehuber, 1860

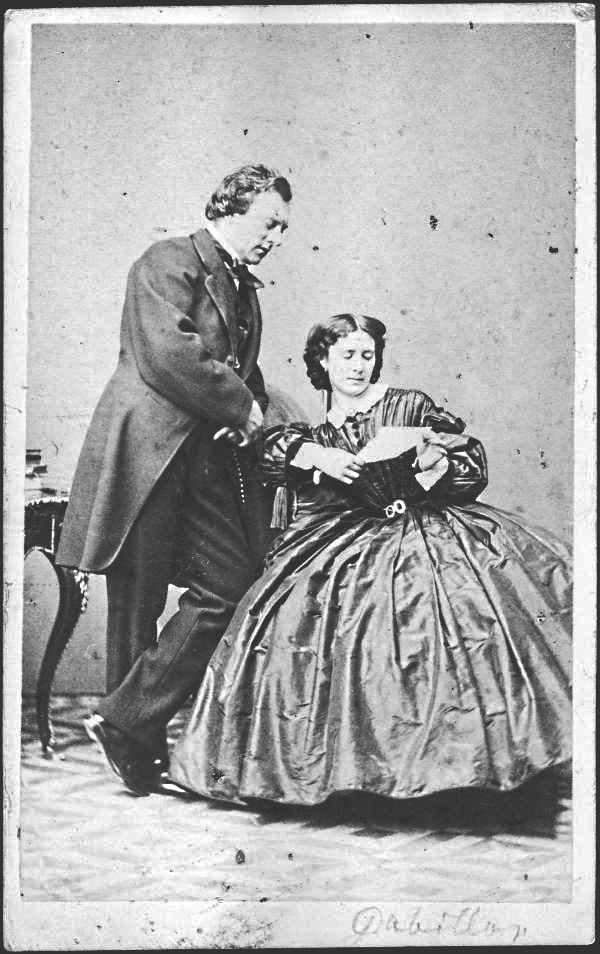
Ludwig und Zerline Gabillon

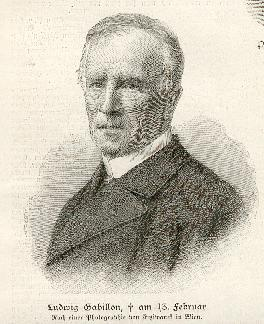
Ludwig Gabillon

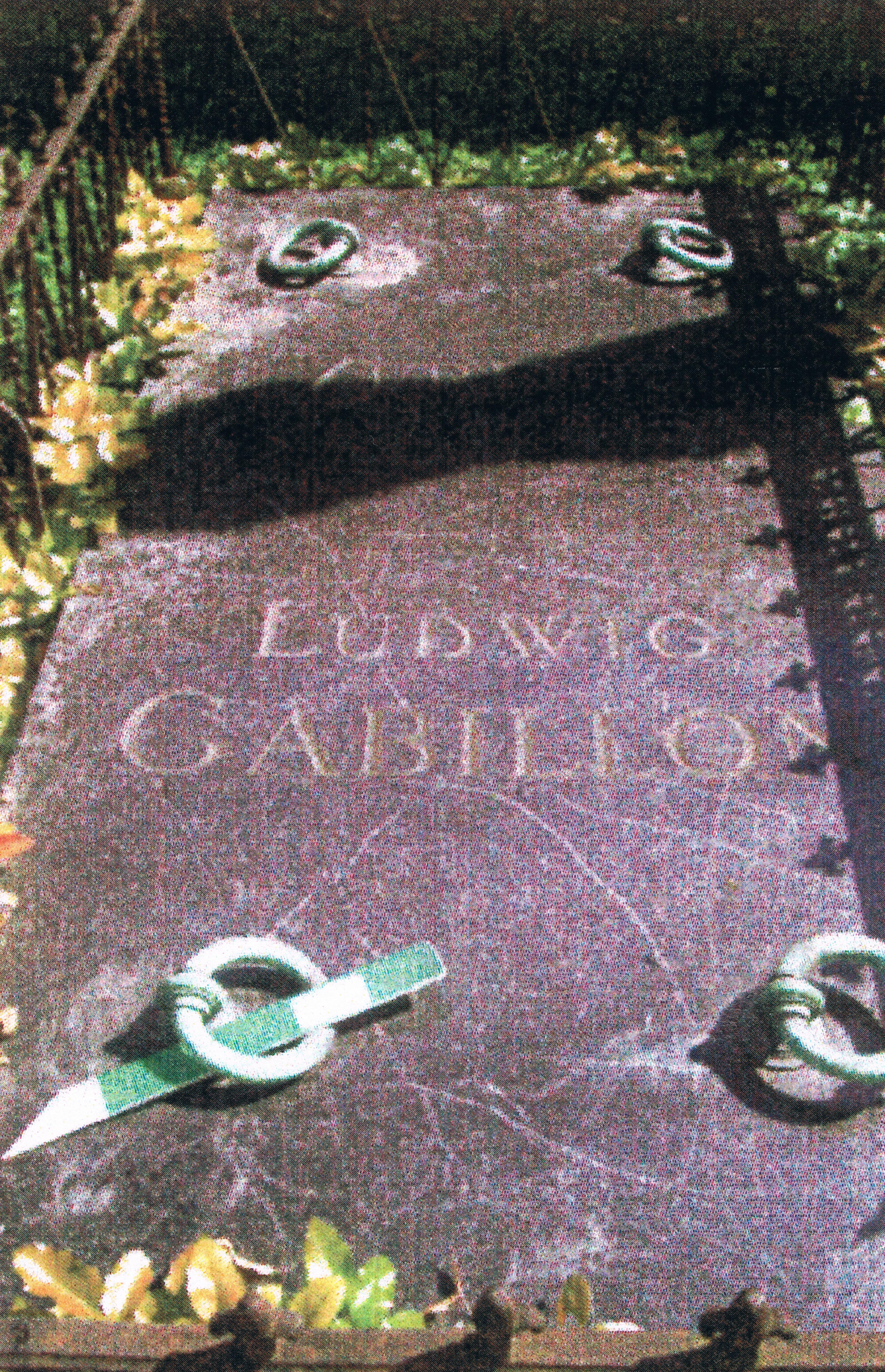
Grabstätte von Ludwig Gabillon

Johann Otto Ludwig Gabillon (* 16. Juli 1825 in Neu Strenz; † 13. Februar 1896 in Wien) war ein Burgschauspieler und Regisseur.

## Leben
Ludwig Gabillon stammte aus einer nach Mecklenburg eingewanderten Hugenottenfamilie. Sein Vater war der katholische Steuersekretär (Johann Otto) Ludwig Gabillon (1784–1847), seine Mutter die Hausfrau Dorothea Hentze oder Uentze. Als Gymnasiast erlebte er in Güstrow eine Aufführung der Oper Die Stumme von Portici durch die Theatergesellschaft von Karl Friedrich Bethmann. Er war begeistert und mit Erlaubnis seiner Eltern schloss er sich dem Bethmann’schen Ensemble an und konnte bereits Ostern 1844 als „Indianer“ erfolgreich debütieren.
Als 1846 sein Vertrag endete, ging Gabillon nach Oldenburg (Oldenburg) zu Julius Mosen, dem Intendanten des großherzoglichen Hoftheaters. Dieser engagierte ihn bis Ende Juni 1848 und mit Wirkung zum 1. Juli wechselte er nach Schwerin, ans dortige Hoftheater. In Schwerin heiratete er am 11. Juni 1847 in erster Ehe, die Schauspielerin Jeanette von Zahlhaas; diese Ehe, aus der ein Sohn hervorging, wurde bereits 1852 oder 1854 wieder geschieden.
Nächste Station war Hoftheater Kassel, wo er bis Frühjahr 1851 Mitglied des Ensembles war. Anschließend wurde er bis Frühjahr 1853 ans Opernhaus Hannover engagiert. Zu dieser Zeit traf er Heinrich Laube, der ihn ans Burgtheater nach Wien verpflichtete.
Im Sommer 1853 absolvierte Gabillon zusammen mit Ludwig Dessoir, Gustav Emil Devrient und Lina Fuhr ein sensationelles Gastspiel am St. James's Theatre in London. Die Kritiker überschlugen sich und im Feuilleton der Times war zu lesen:

„Wenn der Verstand diese schönen Mittel zu einem künstlerischen Ganzen geordnet, und er aus dem grünen Zustande seiner glücklichen Anfängerschaft herausgetreten sein wird, wird Gabillon bei jedem Theater sein Glück machen und sein Name bald in der Reihe der ersten Künstler glänzen dürfen.“

Am 10. Oktober 1853 verabschiedete sich Gabillon als „Carl Moor“ und bereits am 3. Dezember desselben Jahres war er als „Sonnenkönig“ erstmals in Wien zu sehen. In Wien heiratete Gabillon am 27. Juni 1856 seine – ebenfalls aus Güstrow stammenden – Kollegin Zerline Würzburg. Das Paar hatte zwei Töchter: Dora (* 1850) und Helene (* 1857). Dora heiratete den Historiker August Fournier, Helene den Literaturwissenschaftler und Schriftsteller Anton Bettelheim. Helene Bettelheim-Gabillon war als Schriftstellerin und Grafikerin tätig. Dorotheas Tochter Christine Olden, seine Enkelin, war eine bekannte Psycho- und Kinderanalytikerin.
Im Februar 1863 spielte er den „Hagen“ in der Uraufführung von Hebbels Nibelungen. Publikum, wie auch die offizielle Theaterkritik waren begeistert; Hebbel selbst bezeichnete Gabillons Auftritt als personifiziertes Gewitter („... alles was er sprach zündete, jedes Wort schlug ein ...“). Zwischen 1875 und 1895 fungierte Gabillon am Burgtheater auch als Regisseur.
Mit der Zeit avancierte das Schauspielerehepaar Ludwig und Zerline Gabillon zu den berühmtesten Schauspielern ihrer Zeit. Mit einem Repertoire von rund 300 Rollen war Ludwig Gabillon der bekannteste Charakterdarsteller; zu seinen bekanntesten Rollen gehörte die imposante Darstellung des Hagen in Hebbels Die Nibelungen. Für die von Gabillon verkörperten Helden-Rollen prägte sich in der Theaterwissenschaft der Begriff der sogenannten Gabillonrollen ein.
Im Januar 1895 sah man Gabillon noch als „Giacomo Neri“. Als er von seiner im Anschluss angetretenen Sommerfrische Ende August 1895 nach Wien zurückkam, übernahm er die Rolle des „Erdgeists“. Bei den Proben erlitt er einen Schlaganfall. Gabillon starb mit über siebzig Jahren in Wien und fand seine letzte Ruhestätte auf dem evangelischen Friedhof Wien-Matzleinsdorf (Gruft Mitte oben, Nummer 034).
Den Nachruf verfasste der Theaterkritiker Paul Schlenther:

„... ein Mann, der nicht geht, sondern schreitet. Eine Stimme, die nicht spricht, sondern schallt. Ein Auge, das nicht blickt, sondern blitzt. Eine Lippe, die nicht schlürft, sondern leert. Ein Herz, das nicht fühlt, sondern glüht. eine Hand, die nicht faßt, sondern fesselt. ein Arm, der den Spieß schwingt, einen Spieß, der trifft. Ein Schauspieler im Großen, ein Mensch im Freskostil: das war Ludwig Gabillon ...“

## Ehrungen
- Nach Ludwig und Zerline Gabillon ist die Gabillongasse im 16. Wiener Bezirk Ottakring benannt.
- Gemälde von Ludwig und Zerline Gabillon befinden sich in der Burgschauspieltheatergalerie.

## Rollen (Auswahl)
- Indianer – Die Sonnenjungfrau (August von Kotzebue)
- Melchthal – Wilhelm Tell (Friedrich Schiller)
- Ingomar – Der Sohn der Wildnis (Friedrich Halm)
- Wilhelm – Leonore (Karl von Holtei)
- Kosinsky – Die Räuber (Friedrich Schiller)
- Don Cesar – Donna Diana (Joseph Schreyvogel)
- Romeo – Romeo und Julia (William Shakespeare)
- Cäsar – Julius Cäsar (William Shakespeare)
- Hinko – Hinko (Charlotte Birch-Pfeiffer)
- Ferdinand – Egmont (Johann Wolfgang von Goethe)
- Hagen – Die Nibelungen (Christian Friedrich Hebbel)
- Sonnenkönig – Urbild des Tartüffe (Karl Gutzkow)
- Don Lope – Der Richter von Zalamea (Pedro Calderón de la Barca)
- Don Pedro – Preciosa (Pius Alexander Wolff)
- Delobelle – Fromont & Risler (Alphonse Daudet)
- Kattwald – Weh dem, der lügt! (Franz Grillparzer)